# Forward Looking Infrared

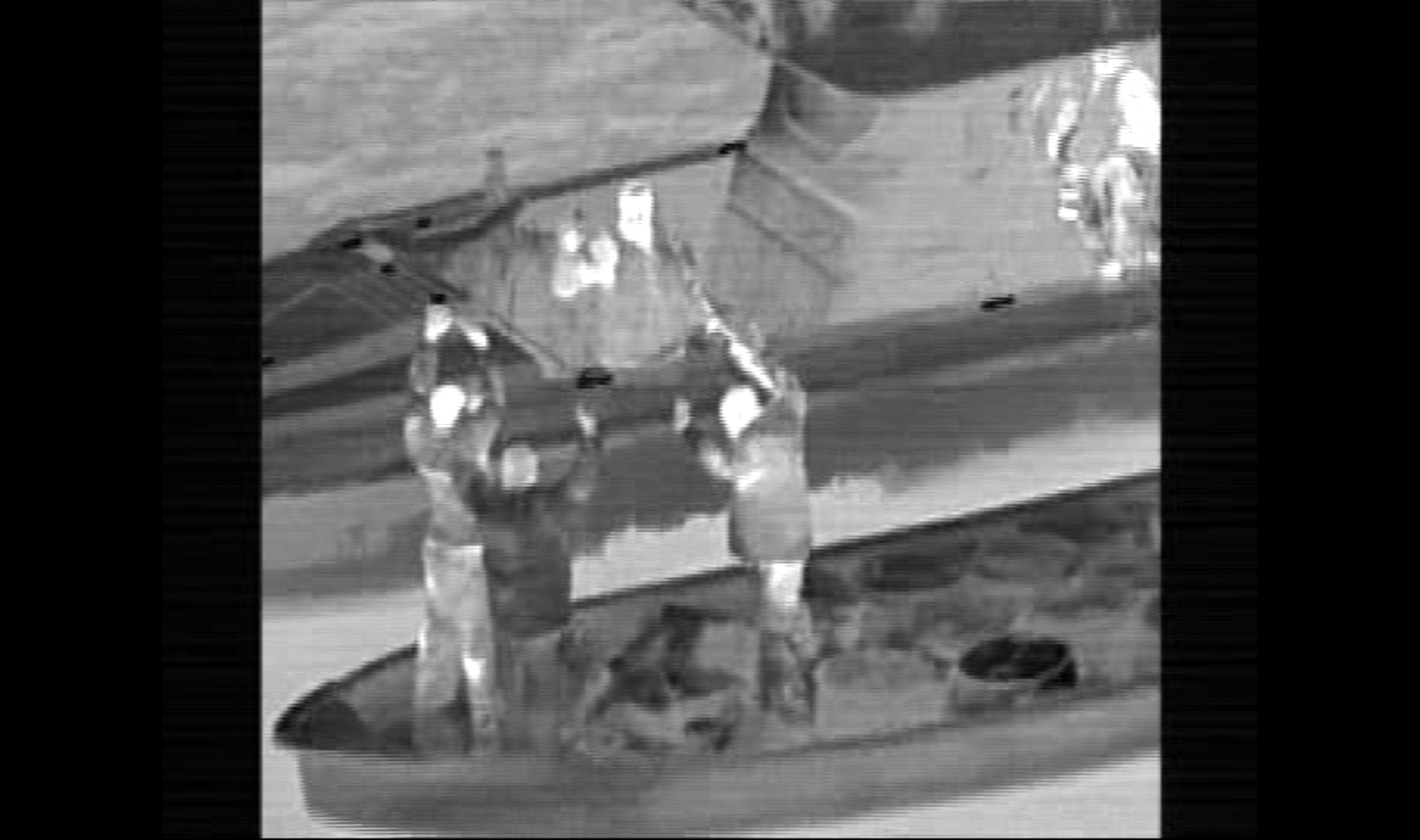
FLIR-Bild von einem Hubschrauber der United States Navy: Mutmaßliche Drogenschmuggler werden von Einheiten der Kolumbianischen Marine festgenommen.

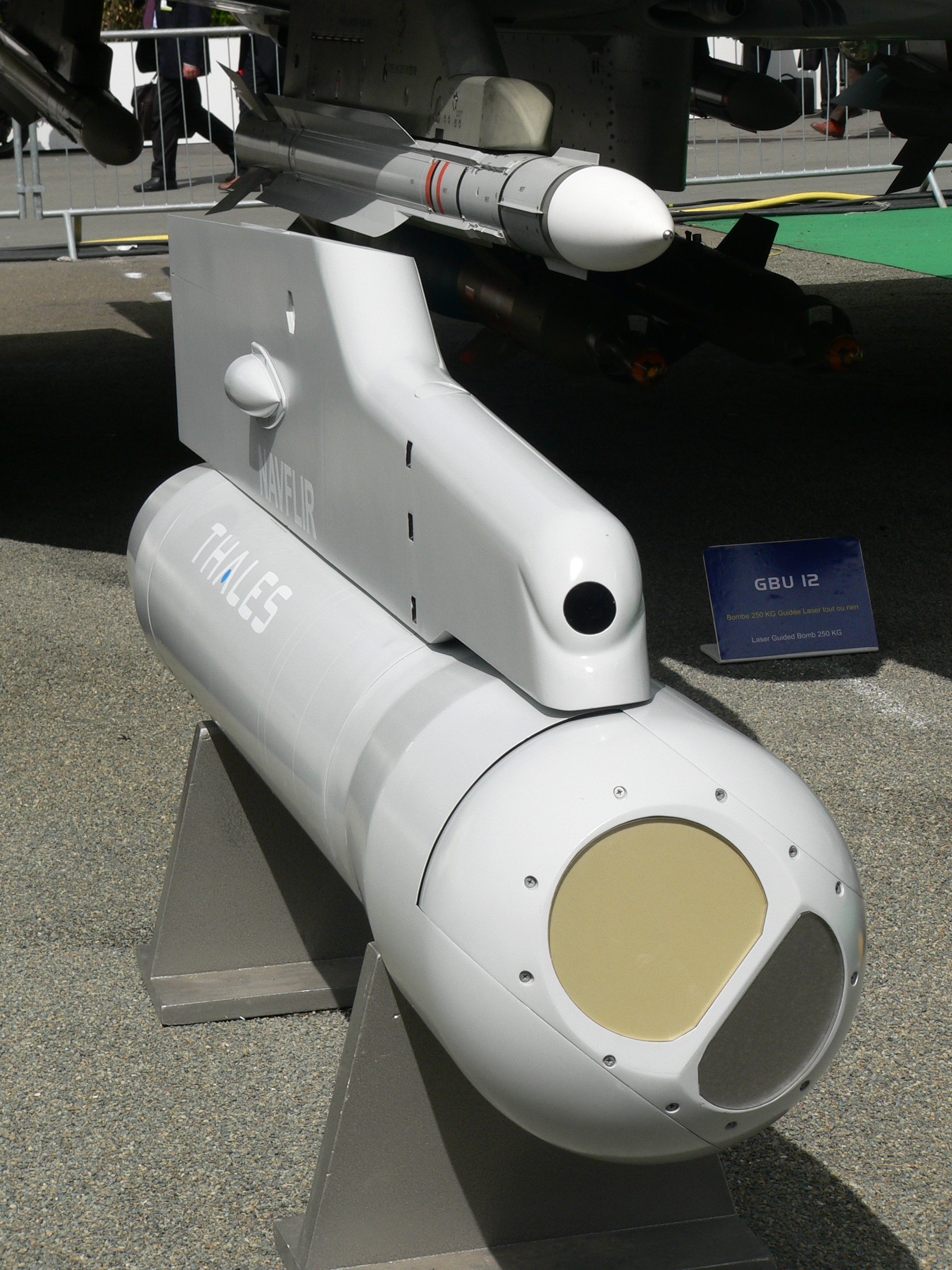
FLIR-System (NAVFLIR) von Thales

Forward Looking Infrared (FLIR; deutsch etwa vorausschauendes Infrarot-Sichtgerät) ist eine Wärmebildkamera, die in Richtung der Fahrzeug- oder Flugkörperachse nach vorn schaut.
Auf Hubschraubern werden sie hingegen oft von stabilisierenden Gimbals getragen und sind schwenkbar.
FLIR wird seit den frühen 1960er Jahren häufig bei Tiefangriffsflugzeugen und Kampfhubschraubern sowie bei der Grenzkontrolle eingesetzt, um auch bei völliger Dunkelheit oder Nebel wärmestrahlende Objekte wie Personen oder Fahrzeuge zu entdecken. Sie finden jedoch auch auf anderen Gebieten wie der Industrie- und Bauthermografie Anwendung.
FLIR-Systeme sind mit ungekühlten oder gekühlten Bilddetektoren ausgestattet. Diese erzeugen Wärmebilder im Wellenlängenbereich etwa von 7 bis 14 µm.
Viele Polizeihubschrauber sind ebenfalls mit FLIR-Systemen bestückt. Einige der Transporthubschrauber der Schweizer Armee (AS 332 Super Puma/Cougar) sind mit FLIR-Systemen ausgestattet und nehmen auch an zivilen Rettungs-Missionen teil, wie der Suche nach Lawinenopfern und vermissten Personen.
Die österreichische Polizei hat nächtlich zwei Hubschrauber mit FLIR einsatzbereit. Im Jahr 2016 wurde zum Beispiel ein nächtlicher Rettungseinsatz auf 2200 m Höhe am Dachstein mit Liegendtransport eines Schwerverletzten geflogen. Im Februar 2023 wurde nach dem Heli-Rettungseinsatz für einen erschöpften Bergsteiger ein IR-Bild einer Bergsteigergruppe auf Schnee bei untergehender Sonne publiziert.

Selbst zielsuchende Raketen verfügen teilweise über Infrarot-Bildsensoren und eine Bildauswertung, um zum Beispiel das fliegende Ziel von Flares zu unterscheiden.
Neben FLIR existieren die Abkürzungen SLIR (Sideways Looking Infrared, zur Seite sehend) und DLIR (Downward Looking Infrared, nach unten sehend).